# Gioia Sannitica
Pour les articles homonymes, voir Gioia.
Gioia Sannitica est une commune de la province de Caserte dans en Campanie (Italie).

## Administration
| Période                                  | Période  | Identité       | Étiquette    | Qualité |
| ---------------------------------------- | -------- | -------------- | ------------ | ------- |
| 14 juin 2004                             | En cours | Mario Fiorillo | Lista Civica |         |
| Les données manquantes sont à compléter. |          |                |              |         |

### Hameaux
Gioia, Carattano, Calvisi, Criscia, Curti, Caselle, Auduni, Madonna del Bagno
 Pro Loco Gioiese 

### Communes limitrophes
Alife, Alvignano, Cusano Mutri, Faicchio, Ruviano, San Potito Sannitico